# エズラ・クーニグ
エズラ・クーニグ（Ezra Koenig, 1984年4月8日 - ）は、アメリカ合衆国のバンドヴァンパイア・ウィークエンドのリードボーカル、ギタリスト。 

## 略歴
ユダヤ教徒として育つ。祖母はルーマニア人。母はセラピストで、父はスパイク・リーと主に仕事をしている映画のセットデザイナー。
グレンリッジ高校を卒業後にはコロンビア大学へ進学し、英語学を専攻。 大学でバンドメンバーと出会い、ヴァンパイア・ウィークエンドを結成した。ダーティー・プロジェクターズのメンバーとして「New Attitude EP」のレコーディングやヨーロッパツアーに参加したこともある。
日本のアニメ愛好家として知られ、2017年には自ら原案と製作総指揮を務めたアニメ『ネオ・ヨキオ』がNetflixオリジナル・アニメとして配信された。好きなアニメは『マッド★ブル34』、『新世紀エヴァンゲリオン』、『らんま1/2』、『ママレード・ボーイ』、『暗殺教室』、『魔女の宅急便』など。